# Die Muminfamilie
Die Muminfamilie ist ein deutsches Puppenspiel in sechs Folgen, nach dem Kinderbuch Die Mumins. Eine drollige Gesellschaft von Tove Jansson. Das Puppenspiel wurde inszeniert von der Augsburger Puppenkiste. Die Erstausstrahlung fand am 16. August 1959 im hr-Fernsehen statt. Die Serie wurde, wie auch ihr 1960 erschienener Nachfolger Sturm im Mumintal, in Schwarz/Weiß gedreht.

## Handlung

### Der geheimnisvolle Fund
Die aus dem Muminvater, der Muminmutter, dem Mumin, dem Snorkmädchen, Schnupferich, Schnüfferl, Hemul und dem Bisam bestehende Muminfamilie erwacht nach ihrem Winterschlaf im Mumintal. Die beiden Freunde Mumin und Schnupferich entdecken auf einer Erkundungstour einen schwarzen, auffälligen Zylinder, der Sachen verschwinden lässt und verwandelt auftauchen lässt. Schnell merken die Mumins, dass sie alle den gleichen Traum von einem großen schwarzen Mann hatten, der wohl in Verbindung mit dem Zylinder steht.
Erstausstrahlung: 16. August 1959.

### Die Verwandlung
Der Zylinder stellt eine zunehmende Gefahr für die Mumins dar. So gelangt Schnupferich beim Spielen in den Hut und verwandelt sich.
Erstausstrahlung: 17. August 1959.

### Der Urwald
Der Hut lässt zum großen Missfallen vom Muminvater einen Urwald im Muminhaus wachsen. Dies führt zu erheblichen Problemen. Darüber hinaus nähert sich ein eisiger Winter.
Erstausstrahlung: 18. August 1959.

### Der Ausflug
Um alle Sorgen zu vergessen, machen die Mumins einen Ausflug mit dem großen Familienboot. Sie fahren zu einer kleinen sonnigen Insel. Der Muminvater beschließt, eine Nacht mit der Familie auf der Insel zu bleiben. Der Hemul will die Insel erforschen und entdeckt dabei ein riesiges Thermometer, wo ihn sogenannte Hatifnaten, kleine Geister, auf das Thermometer scheuchen. Mumin und der Schnupferich können Helmul durch einen Trick retten. Mit Hilfe des Thermometers stellt Hemul einen aufkommenden Sturm fest. Muminvater vermutet, dass der Sturm von den Hatifnaten geschickt wurde. Die Muminfamilie schafft es so noch rechtzeitig zurück ins Mumintal.
Erstausstrahlung: 19. August 1959.

### Die Gäste
Wieder im Mumintal gibt es schon bald eine neue Überraschung: Zwei kleine Fremde namens Tofslan und Vifslan kommen mit einem großen Koffer in das Wohnhaus der Muminfamilie. Tofslan und Vifslan sind auf der Flucht vor der eisigen Morra, die offenbar Interesse an dem Koffer hat, den die beiden tragen.
Erstausstrahlung: 20. August 1959.

### Das große Fest
Nachdem Mumin und Schnupferich die Morra vertrieben haben, feiern die Mumins ein großes Fest. Zur Überraschung aller kommt der große, schwarze Mann aus dem Traum der Mumins, der sich als Zauberer herausstellt. Ihm gehört auch der große Hut, den er verloren hat. Er sucht seinen großen roten Rubin, den Tofslan und Vifslan in ihrem Koffer mit sich tragen. Der Zauberer gewährt jedem einen Wunsch und schließlich geben Tofslan und Vifslan den Rubin dem Zauberer zurück. Glücklich darüber teilt er den Rubin für Tofslan und Vifslan. Der Muminvater wünscht sich den Snorki zurück, einen alten Freund der Familie. Und so feiern die Mumins noch ein sehr großes Fest.
Erstausstrahlung: 21. August 1959.

## Hintergrund
Ursprung der Serie war die hr-Rundfunkausstellung vom 14. bis 23. August 1959 in Frankfurt. Die Augsburger Puppenkiste drehte dafür diesen Mehrteiler. Da aus dieser Live-Ausstellung nur noch sehr wenige Mitschnitte vorhanden waren, dreht die Puppenkiste 1960/61 die Serie erneut. Bei der Live-Vorstellung moderierten Hilde Nocker und der Mumin Snorki, synchronisiert von Walter Oehmichen.
Die Augsburger Puppenkiste hatte vorher keine Mehrteiler gedreht, eher kleinere Filme. Da die Muminfamilie ein Erfolg wurde, beschloss man, noch mehr Mehrteiler zu drehen. Die Puppenkiste drehte bis 1959 nur Filme, bei denen Ekkehard Böhmer, der Fritz Umgelter 1955 ablöste, Regie führte. Man drehte bis 1962 weitere Filme, danach nur noch selten. Harald Schäfer führte bei der vorliegenden Produktion Regie. Nach dem Erfolg der Serie wurde er die nächsten zehn Jahre weiterhin als Regisseur bei Mehrteilern eingesetzt.

## Medien
- Die Muminfamilie – Eine drollige Gesellschaft; DVD der hrMEDIA im Vertrieb von Lighthouse Home Entertainment; 2004; kein Einzelverkauf. In Editionen enthalten.